# 趙崇基
趙崇基（英語：Chiu Sung Kee，1962年4月9日—）是香港电影导演、編劇和監製。

## 生平
趙崇基畢業於國立台灣大學外國語文學系。
從事電影製作之前，趙崇基1980年代至1990年代間投身電視製作行業，導演了超過30 部電視劇及電視電影。
趙崇基現為資深香港電影製作人，曾執導18齣電影作品，當中屢獲殊榮。
他的電影包括：《三個受傷的警察》，令演員鄭則仕榮獲1997年度香港電影金像獎「最佳男主角」，該電影亦獲同年香港電影評論學會評選為「十大香港電影」之一；
《天有眼》，2001年入圍柏林國際電影節論壇單元，及東京新作家主義影展；
《夜．明》（2007 年)，於金馬獎獲提名競逐「最佳造型設計」，演員趙文瑄於第10屆上海國際電影節獲「最受關注男演員獎」，而演員吳越則獲「最具潛力新人獎」；
《英雄喋血》（2011 年）獲第3屆澳門國際電影節「優秀影片獎」。
近期，趙崇基於《一念無明》（2016 年）擔任監製，該電影獲獎眾多，包括導演黃進於金馬獎獲「最佳新導演」，及香港電影金像獎獲「新晉導演」榮譽。而其最新作品《中英街1號》亦榮獲大阪亞洲電影節最佳電影。
他也曾為香港城市大學創意媒體學院副教授。2021年7月舉家移民加拿大渥太華。

## 編導（無線電視）
待整理
- 1988年：旭日背後
- 1988年：老子萬歲
- 1988年：鬥氣一族
- 1989年：萬家傳說
- 1989年：香港雲起時
- 1990年：愛情三角錯
- 1990年：孖仔孖心肝
- 1990年：香港蛙人
- 1991年：男盜女差
- 1991年：灰網
- 1991年：與郎共舞
- 1992年：龍影俠
- 1992年：我愛牙擦蘇
- 1993年：大頭綠衣鬥殭屍
- 1993年：賭霸天下
- 1994年：大捕快
- 1994年：親恩情未了
- 1995年：金牙大狀（貳）
- 1995年：末路危情（電視電影）
- 1995年：歲月情真（電視電影）
- 1995年：刀馬旦
- 1996年：廉政行動組
- 1996年：五個醒覺的少年

## 編導（亞洲電視）
待整理
- 1987年：新小五義、枭雄

## 電影作品
- 1993年，人生得意衰盡歡
- 1994年，沙甸魚殺人事件
- 1994年，三個相爱的少年
- 1996年，三個受傷的警察
- 1997年，最後判決
- 1997年，天才與白痴
- 1999年，甜言蜜語
- 2000年，天有眼
- 2001年，愛情觀自在
- 2002年，二人三足
- 2002年，慳錢家族
- 2003年，我愛天上人間
- 2007年，夜·明
- 2007年，兄弟
- 2010年，一路有你
- 2011年，英雄喋血
- 2013年，我的男男男男朋友
- 2018年，中英街1號